# Lutfozzaman Babar
 (décembre 2024).
Lutfozzaman Babar est un homme politique bangladais qui a occupé le poste de ministre d'État des Affaires intérieures dans le cabinet de Khaleda Zia, en tant que membre du Parti nationaliste du Bangladesh. Il est actuellement en prison pour des condamnations à mort dans deux affaires — en janvier 2014 pour trafic d'armes en 2004 à Chittagong et en octobre 2018 pour meurtre par association de malfaiteurs lors de l'attentat à la grenade de Dacca en 2004.

## Jeunesse et carrière
Babar est originaire de Netrokona. Il a rejoint le comité central du parti nationaliste du Bangladesh en 1996. Il a été élu deux fois au Parlement dans la circonscription de Netrokona-4, de 1991 à 1996 et de 2001 à 2006. En 2001, il a été nommé ministre d'État de l'intérieur, le plus jeune membre du cabinet de Khaleda Zia,.
Après l'attentat à la bombe de Netrokona en 2005 (en), Babar a d'abord accusé un hindou, Yadav Das, qui a été tué dans l'explosion, mais le 15 décembre 2005, il est revenu sur sa déclaration et a affirmé que Yadav était innocent,,.
Le 27 décembre 2008, Babar a été exclu du BNP après s'être présenté aux élections générales bangladaises de 2008 en tant que candidat indépendant alors qu'il était en prison. En décembre 2009, le BNP a retiré l'ordre d'expulsion à son encontre et l'a réintégré dans le parti.

## Accusations et condamnations

### Armes à feu et munitions illégales
Pendant l'état d'urgence de 2007 au Bangladesh, Babar a été arrêté dans sa résidence de Gulshan le 28 mai pour possession d'armes à feu illégales. Le 30 octobre, il a été condamné à dix ans de prison pour détention illégale d'un revolver et à sept ans de prison pour détention illégale de 25 cartouches. Il a été reconnu coupable par un tribunal spécial mis en place par le gouvernement intérimaire. Le 1er décembre 2008, il a perdu son statut de divisionnaire dans la prison après avoir été pris à deux reprises en possession de téléphones portables de contrebande.

### Attaque à la grenade
L'attentat à la grenade perpétré à Dacca le 21 août 2004 lors d'un rassemblement de la Ligue Awami a tué Ivy Rahman (en), épouse du futur président Zillur Rahman, ainsi que 23 autres personnes et a blessé plus de 300 personnes. Selon les aveux d'avril 2011 du chef du Harkat-ul-Jihad-al-Islami (HUJI), Mufti Abdul Hannan (en), à sa demande, Tarique Rahman, alors co-secrétaire général principal du BNP, a chargé Babar, alors ministre de l'Intérieur, et Abdus Salam Pintu, alors vice-ministre de l'Industrie, d'aider les hommes du HUJI à commettre l'attentat. Hannan a rencontré Babar, entre autres, lors d'une réunion à Hawa Bhaban, le bureau politique de la présidente du BNP, Khaleda Zia. Le 18 août 2004, trois jours avant l'attentat, les dirigeants du HUJI ont rencontré Babar à la résidence de Pintu. En mars 2012, un tribunal de Dacca a retenu des charges contre trente accusés, dont Babar, dans l'acte d'accusation supplémentaire de l'affaire,. Selon les accusations, Babar et Pintu ont assuré toute l'assistance administrative concernant l'attaque. De plus, Maulana Tajuddin, fournisseur des grenades, également frère de Pintu, a quitté le Bangladesh pour le Pakistan sur les instructions de Babar. Le 10 octobre 2018, Babar a été condamné à la peine de mort pour meurtre par association de malfaiteurs. Il avait fait appel du verdict.
Lutfozzaman Babar, alors ministre d'État aux affaires intérieures, Harris Chowdhury, secrétaire politique du premier ministre de l'époque, Khaleda Zia, Ali Ahsan Mohammad Mojaheed, secrétaire général de la Jamaat et ministre de la protection sociale de l'époque, le général Abdur Rahim et le général de brigade Rezzakul Haider Chowdhury, directeur de la DGFI, ont orchestré l'attentat, selon l'acte d'accusation. L'implication de Tarique Rahman est également alléguée dans l'acte d'accusation.

### Trafic d'armes à Chittagong
Le 1er avril 2004, la police et les garde-côtes du Bangladesh ont interrompu le chargement dix camions d'armes et de munitions et saisi des armes et des munitions illégales sur une jetée de la Chittagong Urea Fertilizer Limited (CUFL), sur la rivière Karnaphuli. Babar, alors ministre de l'Intérieur de l'État, s'est rendu sur place le lendemain pour inspecter les armes saisies.
Après les élections générales de 2008 au Bangladesh, lorsque la Ligue Awami a formé le gouvernement, une nouvelle enquête a été ouverte sur cette affaire. Le 30 septembre 2010, dans une déclaration faite devant un tribunal de Chittagong, Sabbir Ali, alors commissaire de police de la police métropolitaine de Chittagong, a affirmé que Babar lui avait ordonné de ne pas arrêter les agents du National Security Intelligence (en) chargés d'aider à décharger les armes et les munitions sur la jetée le 2 avril 2004. Le 3 octobre, Babar a été arrêté pour son implication directe dans ce transport d'armes,. Le 15 mars 2012, l'ancien chef de la Direction générale du renseignement des forces armées, Sadik Hasan Rumi, a déclaré au tribunal spécial métropolitain de Chittagong que Babar pourrait avoir des liens avec la contrebande d'armes puisqu'ol lui a interdit de ne pas mener d'enquête indépendante sur l'incident qui a suivi la saisie.
Le 30 janvier 2014, Babar a été condamné à mort pour son rôle dans cette affaire.

### Autres
Babar a été poursuivi par la Commission anti-corruption pour avoir caché des informations sur une fortune d'une valeur d'environ 7,6 millions de takas dans sa déclaration de patrimoine. Le 16 septembre 2008, il a été libéré sous caution dans cette affaire.
Babar faisait partie des 32 personnes accusées du meurtre de l'ancien ministre des Finances Shah A M S Kibria (en) en janvier 2005.